# 扎拉毛遗址
扎拉毛遗址，位于中国青海省化隆县扎巴乡扎拉毛村，为青海省市县级文物保护单位，公布日期为1987年9月10日，类型为古遗址。
扎拉毛遗址的历史年代为青铜时代。